# Carduus onopordioides
Carduus onopordioides là một loài thực vật có hoa trong họ Cúc. Loài này được Fisch. ex M.Bieb. mô tả khoa học đầu tiên năm 1819.